# 国際VHF
国際VHF（こくさいVHF）とは、船舶において全世界的に使われている無線通信システムである。マリンバンド（marine VHF band）とも呼ばれる。沿岸海域では入出港の連絡、船位通報、航行の安全、遭難通信、外洋でも船舶相互間通信に使用されている。
法令等で定義がされた言葉ではないが、日本では総務省が、2009年（平成21年）に「船舶共通通信システム」として制度を整備している。

## 概要
日本においては1964年（昭和39年）9月に法制化され、VHFの150MHz帯、FM方式を使用する。空中線電力は海岸局が最大50W、船舶局が最大25W、船上通信局が最大1Wである。

「海上における人命の安全のための国際条約」（SOLAS条約）により、国際航海に従事する旅客船および総トン数300トン以上のその他の船舶に、船舶安全法により100トン以上の日本船舶に、デジタル選択呼出装置（以下DSC。特定の無線局との通信チャンネルを自動的に設定する装置、ボタン一つで遭難警報を発する機能も備える。）を付加した無線設備の設置が義務付けられている。
日本船籍の船舶の場合は、総務省令無線機器型式検定規則（以下、「検定規則」と略す。）による型式検定機器であることも要件である。
周波数には#チャンネルのように番号が付与されている。
呼出周波数はch16であり、このチャンネルで相手局を呼び出し（船舶相互では相手の呼出符号が分からない事もあり得るが、この場合は「さんふらわあ、さんふらわあ、こちら第十一咸臨丸」のように、船体に必ず大書されているはずの船名で呼びかける。このためマイクロホン・スピーカー・制御装置部分は必ずブリッジや操舵室に設置されている）、種別に従ったチャンネルに移動する。
すなわち船舶局同士なら「船舶相互」使用順位1のch06に、海岸局と船舶局なら「港務通信及び船舶通航」使用順位1のch20に移動する。
また、陸上の電気通信回線と接続して船舶電話としても使用でき、この場合は、「公衆」使用順位1のch26に移動する。
日本においては手動方式で1986年（昭和61年）まで使用され、その後は270MHz帯自動方式に完全移行、更に2003年（平成15年）には携帯電話や衛星電話を応用したシステムに完全移行し、船舶電話専用のシステムとしては使われていない。
移動先のチャンネルが使用中であれば、
　船舶相互 ch06 → ch08 → ch10 → …
　港務通信及び船舶通航 ch20 → ch22 → ch18 → …
　公衆 ch26 → ch27 → ch25 → …
と使用順位に従ったチャンネルに順次移動する。
国際VHFを使用するには、政令電波法施行令により総合無線通信士、海上無線通信士、第一級・第二級・第三級海上特殊無線技士のいずれかの無線従事者による操作又はその監督を要する。
更に、必要な種別の無線局の免許を申請して無線局免許状も交付されなければ使用できない。
なお第三級総合無線通信士、第四級海上無線通信士および第二級・第三級海上特殊無線技士は国内通信しか行なえず、国際通信はできない。
また、第三級海上特殊無線技士（以下、「三海特」と略す。）は、空中線電力5W以下の船舶局（総務省告示にいう特定船舶局）の音声通信の無線設備の通信操作のみできる。

## マリンVHF
プレジャーボートのために1991年（平成3年）12月に法制化され、レジャー、スポーツ用に18チャンネル分を割り当て「マリンVHF」と称し、ch77を呼出周波数としている。

これは、1988年（昭和63年）のなだしお事件を契機に、国際VHF以外の漁業無線なども設置していない船舶のために制度化された日本独自のシステムである。
これに先立ち、1990年（平成2年）7月に無線従事者の操作の範囲等を定める政令が改正され、三海特が国際VHFを操作できることとなった。
（その他の資格は制定時から操作できた。）
しかし、ATISを付加した型式検定機器又は特定無線設備の技術基準適合証明等に関する規則（以下、「証明規則」と略す）による適合表示無線設備であることを要求していたため、機種が少なく、海外向けの機器と比較すると機能に対して価格が割高となるなど、普及は進まなかった。

## 船舶共通通信システムとしての整備
2008年（平成20年）のイージス艦衝突事故を契機に船舶の規模・用途を問わず共通に通信できるシステムの整備が課題となり、総務省は検討会を発足し、翌2009年（平成21年）1月に、「国際VHFを任意設置である100トン未満の船舶への普及を図ること」と報告

された。
これを受け同年10月には、北米向けの簡素な機器の導入のために、技術基準や検査制度などの緩和を目的に省令等を改正

した。
この中で、マリンVHF機器からはATIS機能強制を撤廃をしたものの、簡素な機器でも適合表示無線設備であるもののみを、簡易な免許手続や定期検査除外の対象としている。
安価な機器を使用できることになったとはいえ、小型漁船は漁業無線が27MHz帯や40MHz帯であるため新規に導入しなければならず、プレジャーボートは無線従事者の資格取得が必須なこともあり、導入・維持のための経費や手間を考え、設置に躊躇することがあるといわれている。
なお、逆輸入機を非常時に使用できるとして販売するネットショップやこれを無資格、無免許で設置する者があるが、販売はともかく設置した時点で電波法違反の不法無線局として取締り・刑事罰の対象となる。
（販売を規制する法令は無く、逆輸入機であっても免許を受けることは可能である。但し、適合表示無線設備ではないため手続きが煩瑣なものとなる。）
なお、近年では国内無線機メーカーから廉価な水に浮く携帯型の国際VHF無線機などが発売されており、数万円で導入でき、また、アンテナも技術基準適合認定に定められた最大9dBiのアンテナを使用することができ、広範囲に通信ができるように改善されてきている。
免許制度については「三海特にも、5W携帯形どまりでなく遠距離交信可能な25W据置形までと、非常時にも有効なDSCを使用できるように操作範囲を緩和してほしい」との意見があると報告されている。
（報告書のパブリックコメントなどには、「北米や欧州にならい、国内通信に限定したチャンネルを割り当て、これには資格は不要とし免許を届出制にする」などより一層の緩和を求める意見もある。）
システムの有効利用と普及のためには、局数増加に伴うマナー低下を防止し、呼出周波数ch16の聴守慣行を確立することが肝要であるといわれる。

## 表示
型式検定機器には検定マークの、適合表示無線設備には技適マークの表示が義務付けられている。また、国際VHFの機器を表す記号は、
- 型式検定機器は、検定番号及び機器の型式名の1字目又は1～2字目
- 適合表示無線設備は、技術基準適合証明番号又は工事設計認証番号の英字の4～5字目

にあり、種別毎に次のとおりである。（検定規則別表第8号、証明規則様式7）
| 種別             | 種別                      | 記号 | 備考                                                                  |
| ---------------- | ------------------------- | ---- | --------------------------------------------------------------------- |
| 型式検定機器     | DSC付                     | SV   |                                                                       |
| 型式検定機器     | DSC無し (マリンVHFを含む) | F    | 記号は陸上無線用の機器と共用 平成11年12月31日まで                     |
| 適合表示無線設備 | 同上                      | QY   | 平成11年10月13日以降 平成21年10月2日以降は次の2項に該当するものを除く |
| 適合表示無線設備 | 固定型                    | SU   | 25W以下の船舶局用で次の項に該当しないもの                             |
| 適合表示無線設備 | 携帯型                    | TU   | 5W以下の船舶局用                                                      |

但し、2013年（平成25年）4月以降の工事設計認証番号（4字目がハイフン(-)）に記号表示は無い。

## チャンネル

### 日本
総務省告示周波数割当計画別表3-4による。
| チャンネル番号                                    | チャンネル番号 | 送信周波数   | 送信周波数   | 使用順位                                               | 使用順位                                               | 使用順位                                               |
| ------------------------------------------------- | -------------- | ------------ | ------------ | ------------------------------------------------------ | ------------------------------------------------------ | ------------------------------------------------------ |
| チャンネル番号                                    | チャンネル番号 | 船舶局       | 海岸局       | 船舶相互                                               | 港務通信及び船舶通航                                   | 公衆                                                   |
|                                                   | ch60           | 156.025MHz   | 160.625MHz   |                                                        | 17位                                                   | 25位                                                   |
| ch01                                              |                | 156.050MHz   | 160.650MHz   |                                                        | 10位                                                   | 8位                                                    |
|                                                   | ch61           | 156.075MHz   | 160.675MHz   |                                                        | 23位                                                   | 19位                                                   |
| ch02                                              |                | 156.100MHz   | 160.700MHz   |                                                        | 8位                                                    | 10位                                                   |
|                                                   | ch62           | 156.125MHz   | 160.725MHz   |                                                        | 20位                                                   | 22位                                                   |
| ch03                                              |                | 156.150MHz   | 160.750MHz   |                                                        | 9位                                                    | 9位                                                    |
|                                                   | ch63           | 156.175MHz   | 160.775MHz   |                                                        | 18位                                                   | 24位                                                   |
| ch04                                              |                | 156.200MHz   | 160.800MHz   |                                                        | 11位                                                   | 7位                                                    |
|                                                   | ch64           | 156.225MHz   | 160.825MHz   |                                                        | 22位                                                   | 20位                                                   |
| ch05                                              |                | 156.250MHz   | 160.850MHz   |                                                        | 6位                                                    | 12位                                                   |
|                                                   | ch65           | 156.275MHz   | 160.875MHz   |                                                        | 21位                                                   | 21位                                                   |
| ch06                                              |                | 156.300MHz   |              | 1位                                                    |                                                        |                                                        |
|                                                   | ch66           | 156.325MHz   | 160.925MHz   |                                                        | 19位                                                   | 23位                                                   |
| ch07                                              |                | 156.350MHz   | 160.950MHz   |                                                        | 7位                                                    | 11位                                                   |
|                                                   | ch67           | 156.375MHz   | 156.375MHz   | 9位                                                    | (10位)                                                 |                                                        |
| ch08                                              |                | 156.400MHz   |              | 2位                                                    |                                                        |                                                        |
|                                                   | ch68           | 156.425MHz   | 156.425MHz   |                                                        | (6位)                                                  |                                                        |
| ch09                                              |                | 156.450MHz   | 156.450MHz   | 5位                                                    | (5位)                                                  |                                                        |
|                                                   | ch69           | 156.475MHz   | 156.475MHz   | 8位                                                    | (11位)                                                 |                                                        |
| ch10                                              |                | 156.500MHz   | 156.500MHz   | 3位                                                    | (9位)                                                  |                                                        |
|                                                   | ch70           | 156.525MHz   | 156.525MHz   | 遭難通信・安全通信及び呼出しのためのデジタル選択呼出し | 遭難通信・安全通信及び呼出しのためのデジタル選択呼出し | 遭難通信・安全通信及び呼出しのためのデジタル選択呼出し |
| ch11                                              |                | 156.550MHz   | 156.550MHz   |                                                        | (3位)                                                  |                                                        |
|                                                   | ch71           | 156.575MHz   | 156.575MHz   |                                                        | (7位)                                                  |                                                        |
| ch12                                              |                | 156.600MHz   | 156.600MHz   |                                                        | (1位)                                                  |                                                        |
|                                                   | ch72           | 156.625MHz   |              | 6位                                                    |                                                        |                                                        |
| ch13                                              |                | 156.650MHz   | 156.650MHz   | 4位                                                    | (4位)                                                  |                                                        |
|                                                   | ch73           | 156.675MHz   | 156.675MHz   | 7位                                                    | (12位)                                                 |                                                        |
| ch14                                              |                | 156.700MHz   | 156.700MHz   |                                                        | (2位)                                                  |                                                        |
|                                                   | ch74           | 156.725MHz   | 156.725MHz   |                                                        | (8位)                                                  |                                                        |
| ch15                                              |                | 156.750MHz   | 156.750MHz   | 11位                                                   | (14位)                                                 |                                                        |
|                                                   | ch75           | 保護周波数帯 | 保護周波数帯 |                                                        |                                                        |                                                        |
| ch16                                              |                | 156.800MHz   | 156.800MHz   | 遭難通信・安全通信及び呼出し                           | 遭難通信・安全通信及び呼出し                           | 遭難通信・安全通信及び呼出し                           |
|                                                   | ch76           | 保護周波数帯 | 保護周波数帯 |                                                        |                                                        |                                                        |
| ch17                                              |                | 156.850MHz   | 156.850MHz   | 12位                                                   | (13位)                                                 |                                                        |
|                                                   | ch77           | 156.875MHz   |              | 10位                                                   |                                                        |                                                        |
| ch18                                              |                | 156.900MHz   | 161.500MHz   |                                                        | 3位                                                    |                                                        |
|                                                   | ch78           | 156.925MHz   | 161.525MHz   |                                                        | 12位                                                   | 27位                                                   |
| ch19                                              |                | 156.950MHz   | 161.550MHz   |                                                        | 4位                                                    |                                                        |
|                                                   | ch79           | 156.975MHz   | 161.575MHz   |                                                        | 14位                                                   |                                                        |
| ch20                                              |                | 157.000MHz   | 161.600MHz   |                                                        | 1位                                                    |                                                        |
|                                                   | ch80           | 157.025MHz   | 161.625MHz   |                                                        | 16位                                                   |                                                        |
| ch21                                              |                | 157.050MHz   | 161.650MHz   |                                                        | 5位                                                    |                                                        |
|                                                   | ch81           | 157.075MHz   | 161.675MHz   |                                                        | 15位                                                   | 28位                                                   |
| ch22                                              |                | 157.100MHz   | 161.700MHz   |                                                        | 2位                                                    |                                                        |
|                                                   | ch82           | 157.125MHz   | 161.725MHz   |                                                        | 13位                                                   | 26位                                                   |
| ch23                                              |                | 157.150MHz   | 161.750MHz   |                                                        |                                                        | 5位                                                    |
|                                                   | ch83           | 157.175MHz   | 161.775MHz   |                                                        |                                                        | 16位                                                   |
| ch24                                              |                | 157.200MHz   | 161.800MHz   |                                                        |                                                        | 4位                                                    |
|                                                   | ch84           | 157.225MHz   | 161.825MHz   |                                                        | 24位                                                   | 13位                                                   |
| ch25                                              |                | 157.250MHz   | 161.850MHz   |                                                        |                                                        | 3位                                                    |
|                                                   | ch85           | 157.275MHz   | 161.875MHz   |                                                        |                                                        | 17位                                                   |
| ch26                                              |                | 157.300MHz   | 161.900MHz   |                                                        |                                                        | 1位                                                    |
|                                                   | ch86           | 157.325MHz   | 161.925MHz   |                                                        |                                                        | 15位                                                   |
| ch27                                              |                | 157.350MHz   | 161.950MHz   |                                                        |                                                        | 2位                                                    |
|                                                   | ch87           | 157.375MHz   | 161.975MHz   |                                                        |                                                        | 14位                                                   |
| ch28                                              |                | 157.400MHz   | 162.000MHz   |                                                        |                                                        | 6位                                                    |
|                                                   | ch88           | 157.425MHz   | 162.025MHz   |                                                        |                                                        | 18位                                                   |
| *■＝「マリンVHF」として割り当てられたチャンネル。 |                |              |              |                                                        |                                                        |                                                        |